# Sideractis glacialis
Sideractis glacialis är en korallart som beskrevs av Daniel Cornelius Danielssen 1890. Sideractis glacialis ingår i släktet Sideractis och familjen Sideractiidae. Det är osäkert om arten förekommer i Sverige. Inga underarter finns listade i Catalogue of Life.